# گرامر گروه‌بندی ترکیب‌کننده
گرامر گروه‌بندی ترکیبی یا ترکیب کننده(CCG)، فرمالیسم گرامری زبانشناسی به‌طور کارآمد قابل تجزیه و تحلیل است. دارای سطوح مشترک آشکار بین نحو سطح و نمایش معنایی اصلی از جمله ساختار predicate-argument، کمیت گذاری و ساختار اطلاعات است. فرمالیسم، ساختارهایی انتخابی را در تضاد با ساختار وابسته ایجاد می‌کند و بنابراین نوعی از دستور زبان ساخت عبارتی (در تضاد با دستور وابستگی) است.
CCG وابسته به منطق‌های ترکیبی است که قدرت بیان یکسان همانند lambda calculus داشته اما طرز بیان متفاوتی را ایجاد می‌کند. استیدمن و سزابلوسکی، اولین بحث زبانشناسی و روان‌شناسی زبان را در پایه‌گذاری گرامر در ترکیبات زبان ارائه کردند. طرفداران بارز اخیر این روش، جاکوب سون و بالدریج هستند.
برای مثال، ترکیب کنندهٔB(compositor) در جملهٔ
«فکر می‌کنید ماری در حال صحبت با چه کسی است؟ " در ایجاد وابستگی درازمدت و
ترکیب کنندهٔ (duplicator)W"ماری در مورد خودش صحبت می‌کند"، در توصیف واژگانی ضمایر انعکاسی، سودمند است. I (توصیف هویت) و C(Permutator)،
مجموعه ایی از ترکیب کننده‌های اولیه بدون تعریف داخلی هستند. جاکوبسون،
ضمایر شخصی را به عنوان ترکیب کنندهٔ I و ترکیب شان در ترکیب کنندهٔ مجموعه یZ را در عبارت" ماری راهش را گم کرد"، مورد بررسی قرار داد. Z با استفاده از W و
B قابل تعریف است.

## بخش‌هایی از فرمالیسم
فرمالیسم CCG تعدادی از ترکیبات (کاربرد، ترکیب و نوع) را تعریف می‌کند. این‌ها روی آیتم‌های واژگانی نحوی، با دلایل سبک استنباط طبیعی عمل می‌کنند. هدف این اثبات، یافتن بعضی روش‌های کاربرد ترکیبات در دنبالهٔ آیتم‌های واژگانی است تا اینکه هیچ آیتم واژگانی ای بدون استفاده در اثبات باقی نمانده باشد. آیتم‌های حاصل آمده بعد از اینکه اثبات شد، نوع کل عبارت را دربرمی‌گیرند؛ بنابراین اثبات اینکه بعضی دنباله‌های کلمات، جملاتی از بعضی زبان‌ها هستند، مثل اثبات این است که کلمات در نوع S کاهش می‌یابند.

### انواع نحو
انواع نحو یک آیتم واژگانی می‌تواند یا نوع اصلی و اولیه مثل S, N یا NP یا پیچیده مثلS\NP یا NP/N باشد.
انواع پیچیده مثل X/Y and X\Y، انواعی از توابع را نشان می‌دهد که آرگومانی از نوع Y را گرفته و به شی ای از نوع X برمی‌گرداند. Forward slash بیان می‌کند آرگومان باید در سمت راست ظاهر شود، در حالیکه back slash بیان می‌کند آرگومان باید در سمت چپ ظاهر شود. هر نوع می‌تواند با X و Y بیان شده و انواع نحوی را در CCG در سیستم نوع بازگشتی ایجاد می‌کند.

### ترکیب کننده‌های کاربردی
ترکیب کننده‌های کاربردی، اغلب با <برای کاربرد جلویی و> برای کاربرد عقبی بیان می‌شوند. تعریف کاربرد به شرح زیر است:
https://upload.wikimedia.org/math/f/3/a/f3aa9c3482bfe9d19ad08f48630e9049.png
https://upload.wikimedia.org/math/7/7/d/77df26477389fa4c907538309dabc155.png

### ترکیب کننده‌های ترکیبی
ترکیب کننده‌های ترکیبی اغلب با B برای ترکیب کننده‌های ترکیبی عقبی بیان شده‌اند که مشابه ترکیب کنندهٔ تابع در ریاضی بوده و می‌توانند به شرح زیر تعریف شوند:
https://upload.wikimedia.org/math/b/7/9/b79208127b33fca82773d02c4b897cc6.png
https://upload.wikimedia.org/math/5/1/4/5148df333ed31c0410f8a7d8f319836f.png

### ترکیب کننده‌های نوع- بالارونده
ترکیب کننده‌های نوع- بالارونده، اغلب با <t برای ترکیب کننده‌های نوع-بالاروندهٔ جلویی و>T برای ترکیب کننده‌های نوع-بالاروندهٔ عقبی نشان داده شده‌اند، و انواع آرگومان (معمولاً نوع اولیه) را برای انواع عمل کننده‌ها به کار می‌گیرند، که به عنوان آرگومان عمل کننده‌ها قبل از نوع ترکیبات عمل می‌کنند.
https://upload.wikimedia.org/math/8/a/9/8a95be9d70bd69ecfce40b407e93ab1a.png
https://upload.wikimedia.org/math/1/5/c/15c23e0ef1092dafb7f7402094791124.png

## مثال
جملهٔ «سگ، جان را گاز گرفت» دارای اثبات‌های احتمالی مختلف است. چند مثال وجود دارد. تنوع اثبات، این حقیقت را نشان می‌دهد که در CCG، جملات
ساختار واحدی همانند مدل‌های دیگر گرامری ندارند.
فرض کنیم انواع آیتم‌های واژگانی به شرح زیر باشند:
https://upload.wikimedia.org/math/3/1/f/31fda5c9c32760db91dc2801534de112.png
می‌توانیم ساده‌ترین اثبات به شرح زیر را انجام دهیم:
https://upload.wikimedia.org/math/8/0/f/80f4d231c0c22c706bd4f933611e048c.png
با انتخاب بعضی انواع ترکیبات، می‌توانیم اثبات کاملاً افزایشی را از چپ به راست بدست آوریم. توانایی ایجاد چنین اثباتی، استدلال مهارت روانشناسی زبان در CCGاست زیرا شنوندگان، تفسیر نسبی (معنایی و نحوی) گفتار را قبل از تکمیل شان بیان می‌کنند.
https://upload.wikimedia.org/math/4/f/e/4fe2aeb532a790c18cf8247bc4a5446a.png

## ویژگی‌های صوری
CCG در توانایی ایجاد زبان anbncndn: n≥ ۰ شناخته شده (که زبان نمایه گذاری شده بوده‌است). مثال‌های آن متأسفانه خیلی پیچیده هستند تا ایجا آورده شوند، اما می‌توانند در کارهای ویجای- شانکر و ویر یافت شوند.

### معادل‌ها
ویجای-شانکر و ویر (۱۹۹۴) نشان دادند که گرامر نمایه گذاری شده،
گرامرهای گروه‌بندی ترکیبی، گرامر درخت مجاورت و گرامرهای رأس، فرمالیسم‌های معادل ضعیفی هستند که زبانرشته‌ای یکسانی را تعریف می‌کنند.

## مطالعهٔ بیشتر
- Michael Moortgat, Categorial Type Logics, Chapter Two in J. van Benthem and A. ter Meulen (eds.) Handbook of Logic and Language. Elsevier, 1997, ISBN 0-262-22053-9
- http://homepages.inf.ed.ac.uk/steedman/papers/ccg/SteedmanBaldridgeNTSyntax.pdf